# István Rozgonyi (comite)
István Rozgonyi (d. 1439/1440) a fost un nobil maghiar, care a deținut dregătoria de comite (ispán) al comitatului Timiș (1427-1438). Balada „Rozgonyiné” a poetului maghiar János Arany se referă la Cecília Szentgyörgyi, soția lui István Rozgonyi.

## Biografie
A fost fiul lui László Rozgonyi și fratele lui Péter Rozgonyi, episcop de Veszprém (1417–1425) și apoi episcop de Eger (1425-1438). Între anii 1405 și 1410 a fost relator juridic și în perioada 1410-1413 a fost unul dintre cavalerii regali.
L-a însoțit pe regele Sigismund într-o misiune diplomatică efectuată în toamna anului 1415 în Aragon și în 1416 la Londra, Anglia, unde a sosit prin Perpignan și Paris. De la Londra a plecat împreună cu regele la Konstanz pentru a participa la Conciliul de la Constanța.
A fost administrator al pădurilor regale din 1410 până în 1425 și, de asemenea, castelan regal de Essegvár. A îndeplinit apoi mai multe dregătorii importante: guvernator al Episcopiei de Veszprém (1416-1425), comite de Győr (1422-1439), comite de Fejér și castelan al cetății Csókakő (1425-1439) și comite de Timiș (1427-1438).
În mai 1428 a participat, împreună cu regele, la asediul cetății Golubăț, soldat cu eșec. În timpul retragerii peste Dunăre viața lui și a regelui au fost salvate prin acțiunea curajoasă a Cecíliei Szentgyörgyi, soția lui, care le-a venit în ajutor cu corăbiile ei. Această întâmplare a fost descrisă de János Arany în poemul Rozgonyiné.

## Familia
A fost căsătorit mai întâi cu Cecília Szentgyörgyi, fiica lui Péter Szentgyörgyi. Trei copii sunt cunoscuți din căsătoria lor:
- János
- István
- Imre

Ulterior s-a căsătorit cu Anna Dezsőfi de Losoncz.